# Priargunsk
Priargunsk (in russo Приаргунск?) è un insediamento di tipo urbano della Russia, centro amministrativo del distretto Priargunskij nel Territorio della Transbajkalia.
Il villaggio è situato sulla riva sinistra del fiume Uruljunguj, vicino alla sua confluenza con l'Argun' (che costeggia il confine russo-cinese). Dista circa 100 km da Krasnokamensk e si trova 435 km a sud-est di Čita.